# Burke, Texas
Burke är en ort i Angelina County i delstaten Texas, USA.